# Arcatura

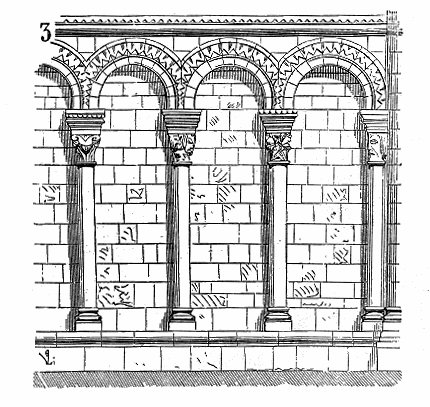
Arcatura da Basílica e Colina de Vézelay, (França)

Arcaturas ou arcadas cegas, são um conjunto de arcos fingidos que formam saliências nos paramentos de uma construção. Estas arcaturas são comummente empregues na ornamentação de fachadas, aplicadas sobre a superfície das paredes enquanto elemento decorativo, não comportando qualquer abertura (janelas ou portas), e fazem parte apenas da estrutura de alvenaria. Este elemento arquitectónico ornamental não possui qualquer função associada ao suporte de carga.
Semelhante ao arco cego, a arcatura caracteriza-se geralmente por um único arco ou uma série de arcos contíguos ao longo de um mesmo paramento, com colunas bem definidas, semelhantes às arcadas de suporte ao friso, porém com o vão interrompido pela parede. As arcaturas eram comuns nas fachadas de edifícios do estilo românico e gótico em toda a Europa Ocidental, sendo também uma característica comum em igrejas ortodoxas e na arquitetura bizantina, na Europa Oriental, cujo efeito procurava diminuir a monotonia de grandes superfícies.

## Galeria

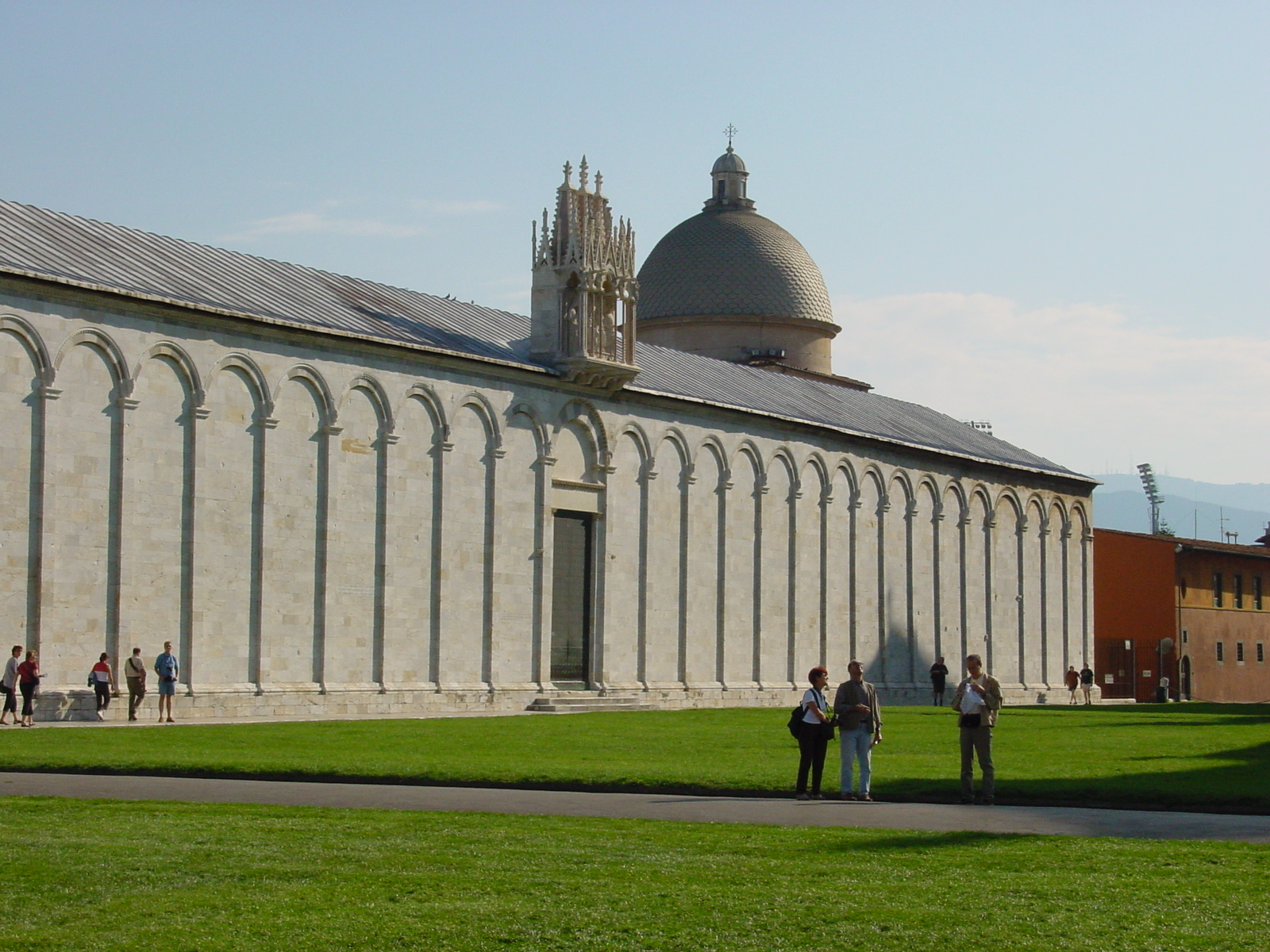
Camposanto Monumentale em Pisa (Itália)
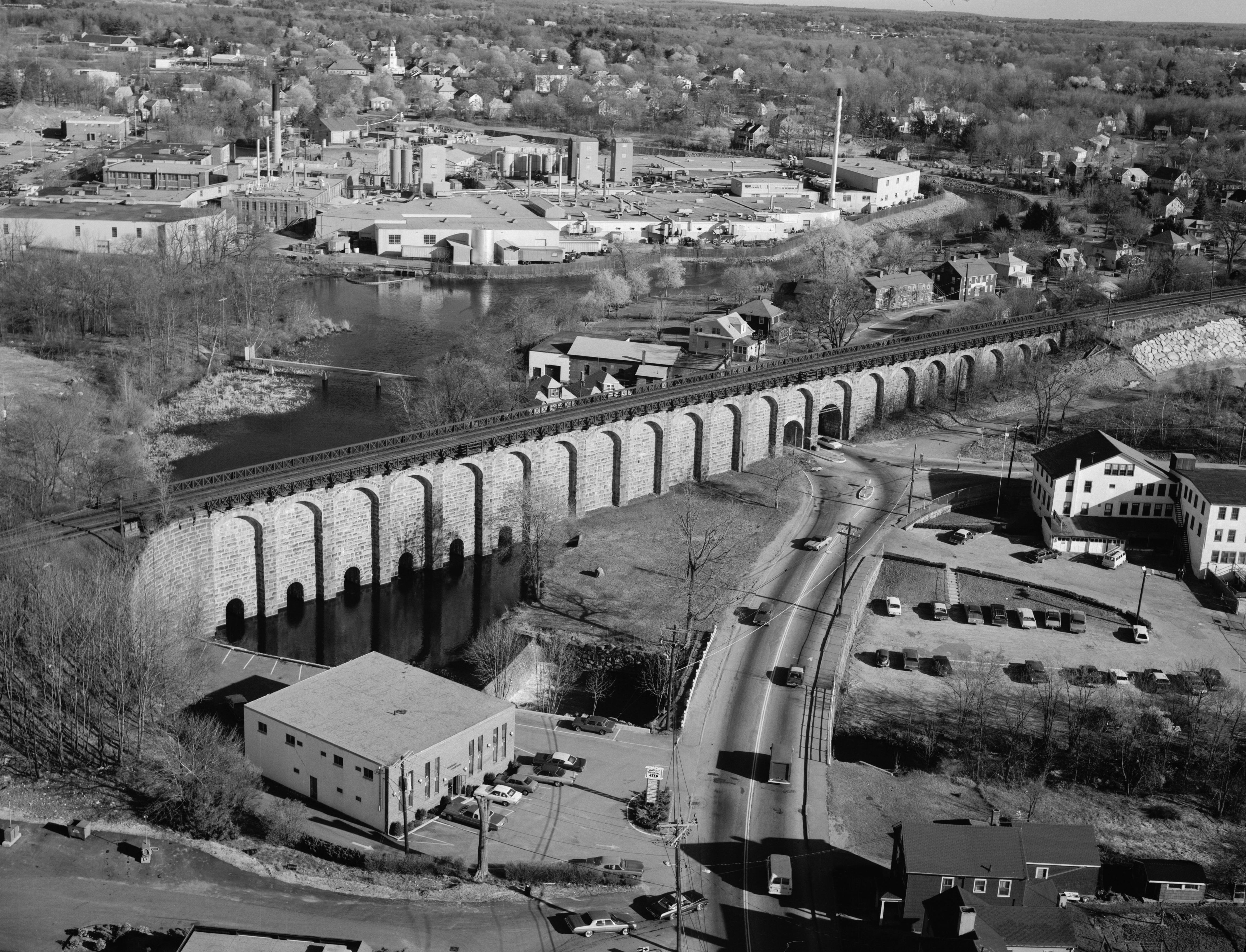
Canton Viaduct em Canton (Massachusetts) (USA)
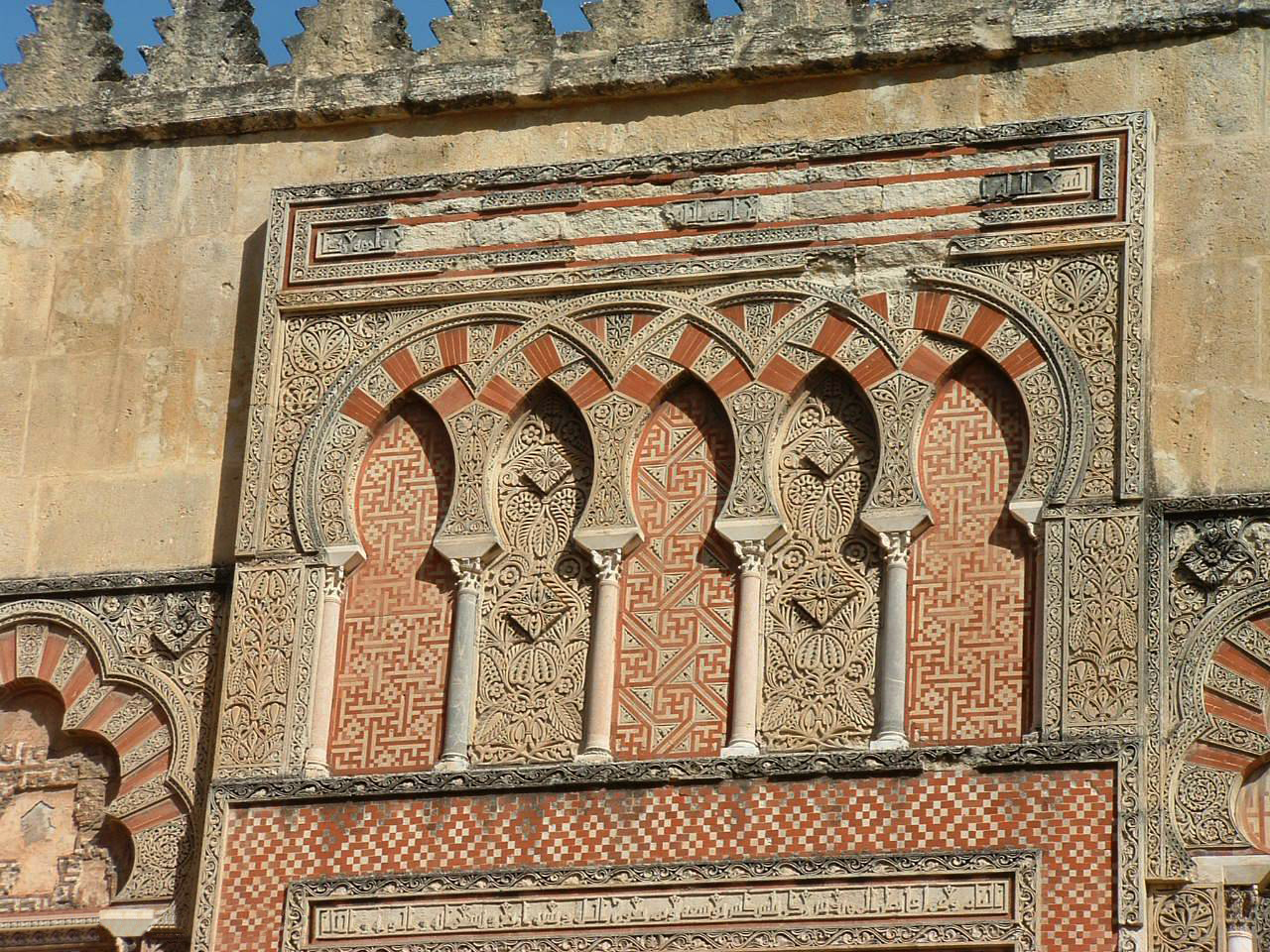
Córdoba, (Espanha)
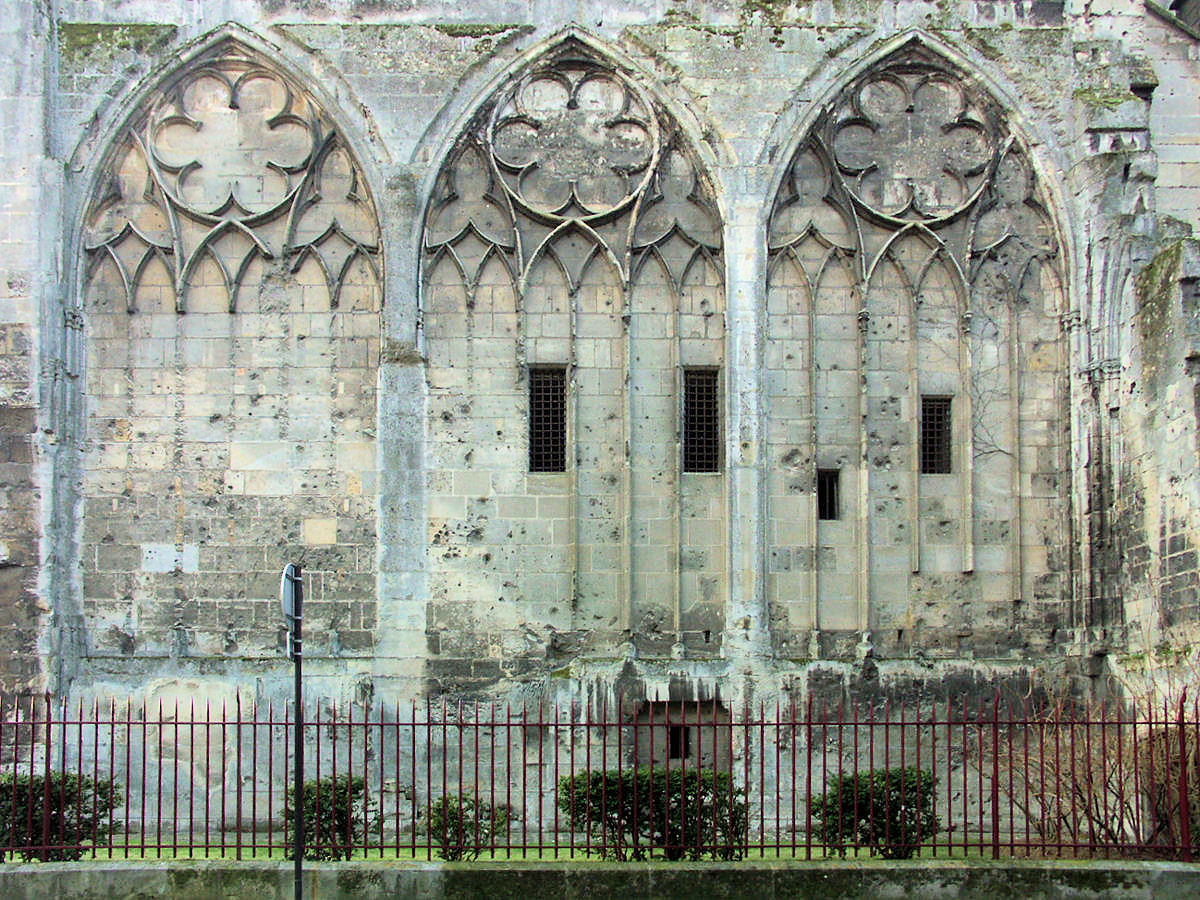
Cathédrale Saint-Gervais-et-Saint-Protais de Soissons, (França)
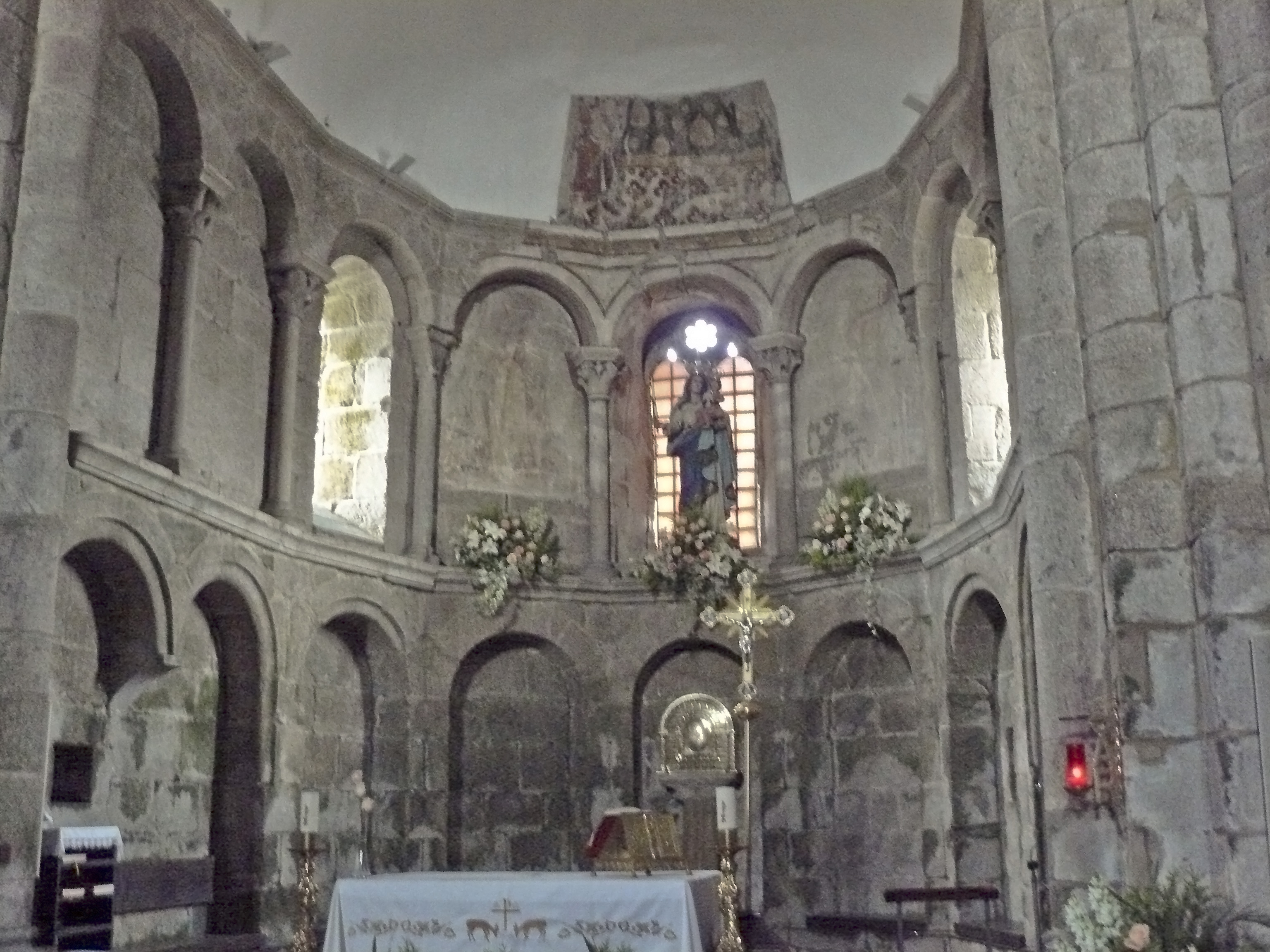
Santiago de Compostela, (Espanha)
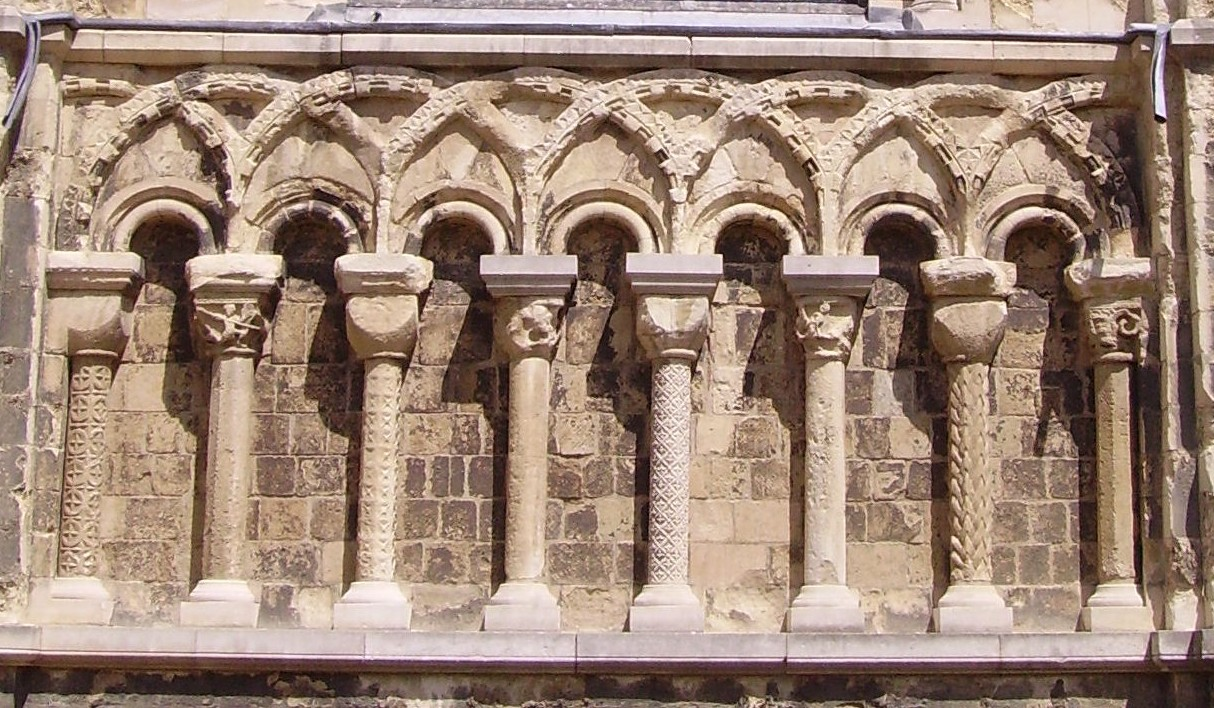
Catedral de Cantuária, (Inglaterra)